# Cephaloscyllium speccum
Cephaloscyllium speccum  (лат.) — один из видов рода головастых акул, семейство кошачьих акул (Scyliorhinidae). Это малоизученный вид кошачьих акул, эндемик северо-западного побережья Австралии.

## Таксономия
В 1994 году ведущие исследователи CSIRO Питер Ласт и Джон Стивенс официально признали неописанный вид рода головастых акул, имеющий пёстрый окрас, дав ему название Cephaloscyllium «sp. E.». Поздние исследования показали, что на самом деле под видом Cephaloscyllium «sp. E.» подразумевали Cephaloscyllium speccum и Cephaloscyllium signourum, описанный в 2008 году в публикации CSIRO. Видовое название speccum происходит от слова лат. specca, которое означает «пёстрый». Голотип представляет собой взрослого самца длиной 68 см, пойманного на Рифах Роули (Западная Австралия).

## Ареал и среда обитания
Cephaloscyllium speccum обитает у северо-западного побережья Австралии от Рифов Роули до Рифа Ашмор.

## Описание
Максимальная длина 69 см. Это акула с крепким телом и короткой, широкой и сильно приплюснутой головой. Морда тупая. Ноздри обрамлены кожаными лоскутами, которые не достигают рта. Щелевидные глаза расположены высоко на голове. Рот длинный и узкий. Во рту 69—84 верхних и 74—97 нижних зубных рядов. Верхние зубы видны, даже когда рот закрыт. Борозды по углам рта отсутствуют. У более крупных особей зубы оснащены пятью остриями, а у мелких — тремя. У самцов центральное остриё длиннее, чем у самок. Четвёртая и пятая пары жаберных щелей расположены над основанием грудных плавников и короче первых трёх.
Грудные плавники среднего размера, кончики слегка заострены. Брюшные плавники небольшие, у самцов имеются короткие птеригоподии. Кончик первого спинного плавника слегка изогнут, второй спинной плавник существенно ниже и меньше. Основание первого спинного плавника лежит лежит над задней половиной основания брюшных плавников. Второй спинной плавник начинается чуть позади основания анального плавника. Анальный плавник по форме напоминает второй спинной. Хвостовой плавник имеет хорошо развитую нижнюю лопасть и глубокую вентральную выемку у кончика верхней лопасти. Кожа толстая, покрыта многочисленными, накладывающимися друг на друга плакоидными чешуйками стреловидной формы. Взрослые акулы окрашены в светло-серый цвет с многочисленными тёмными пятнышками, разбросанными между несколькими тёмными отметинами, покрытыми белыми крапинками. Позади и под глазами также имеются белые отметины. Брюхо ровного белого цвета, иногда с тёмными или светлыми отметинами. Неполовозрелые особи окрашены в светло-жёлтый цвет, по которому пролегают коричневые полосы, образующие розетки и пятна. Около глаз также имеется пара светлых отметин.

## Биология и экология
Подобно прочим головастым акулам Cephaloscyllium speccum способны накачиваться водой или воздухом, будучи вытащенными из воды, и раздуваться в случае опасности; таким способом они расклиниваются в щелях, не позволяя себя схватить, и даже отпугивают хищника. Самцы достигают половой зрелости при длине 64 см.

## Взаимодействие с человеком
В местах обитания Cephaloscyllium speccum интенсивное глубоководное рыболовство отсутствует. Данных для оценки статуса сохранности вида недостаточно.